# سناکی
سِناکی (به گرجی: სენაკი) (تلفظ: Senaki) یکی از شهرهای گرجستان است که در استان سامگرلو-زمو سوانتی قرار دارد.

## نگارخانه

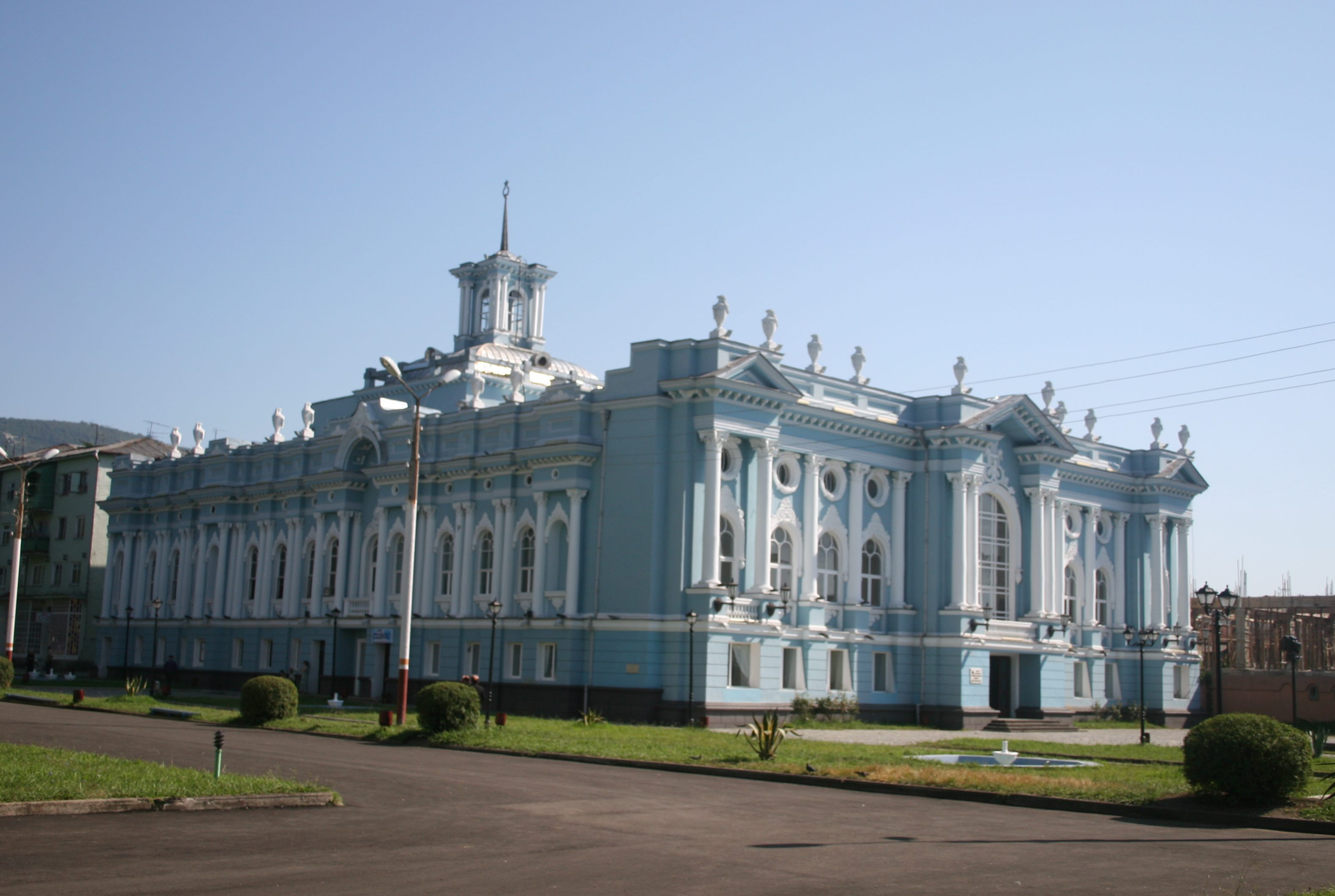
تئاتر سناکی